# Savar
Savar je naselje u središnjem dijelu Dugog otoka. 

## Zemljopis
Prvi se put spominje u 13. stoljeću; nadmorska visina je 62 m. 
Mjesto je poznato po špilji Strašna peć, prvoj organiziranoj izletničkoj destinaciji ne samo na Dugom otoku već i šire, koju je 1904. godine posjetio i austro-ugarski car Franjo Josip. 
U slikovitoj uvali nalazi se otočić spojen kasnijim nasipom s kopnom i na njemu je sakralni objekt nulte kategorije, predromanička crkva sv. Pelegrina (7. – 9. stoljeće). Njezin prezbiterij zapravo je predromanička crkvica, brod i sakristija nadograđeni su kasnije. Barokna krstionica s glagoljskim natpisom prenesena je u župnu crkvu koja potječe iz 1670. godine. Nekada je u Savru bio i samostan pustinjaka sv. Antuna opata s crkvom sv. Andrije.

## Stanovništvo
| broj stanovnika | 151   | 167   | 178   | 177   | 202   | 242   | 284   | 298   | 286   | 282   | 197   | 188   | 93    | 85    | 57    | 53    | 35    |
|                 | 1857. | 1869. | 1880. | 1890. | 1900. | 1910. | 1921. | 1931. | 1948. | 1953. | 1961. | 1971. | 1981. | 1991. | 2001. | 2011. | 2021. |

## Gospodarstvo
Zahvaljujući razvedenoj obali i bezbrojnim uvalicama, Savrani se bave ribarstvom i turizmom. Savar je poznat po nekadašnjoj eksploataciji kamena koji je poslužio za izgradnju zadarskog rimskog Foruma, palača i crkvi u Rimu i Veneciji, te zgrade UN-a u New Yorku.

## Poznate osobe
- Stjepan Vladimir Letinić,  hrvatski agronom, pjesnik, novinar i dragovoljac Domovinskog rata.[4]